# Col du Garabeil
Le col du Garabeil est un col routier situé dans le Sud de la France, dans le département de l’Aude en région Occitanie, dans la chaîne des Pyrénées à une altitude de 1 262 mètres. Il se trouve sur la commune du Bousquet qui fait partie du Pays de Sault.
La région est essentiellement agricole et touristique et se trouve dans la partie supérieure de la haute vallée de l’Aude.

## Toponymie
Le nom Garabeil serait la prononciation de Garavel en dialecte occitan local, le V étant prononcé B ce qui a conduit à l'utilisation des deux versions de ce nom[réf. nécessaire].

## Accès
Le col se trouve sur la route départementale 17 entre Escouloubre à l'ouest et Le Bousquet à l'est.

## Géographie

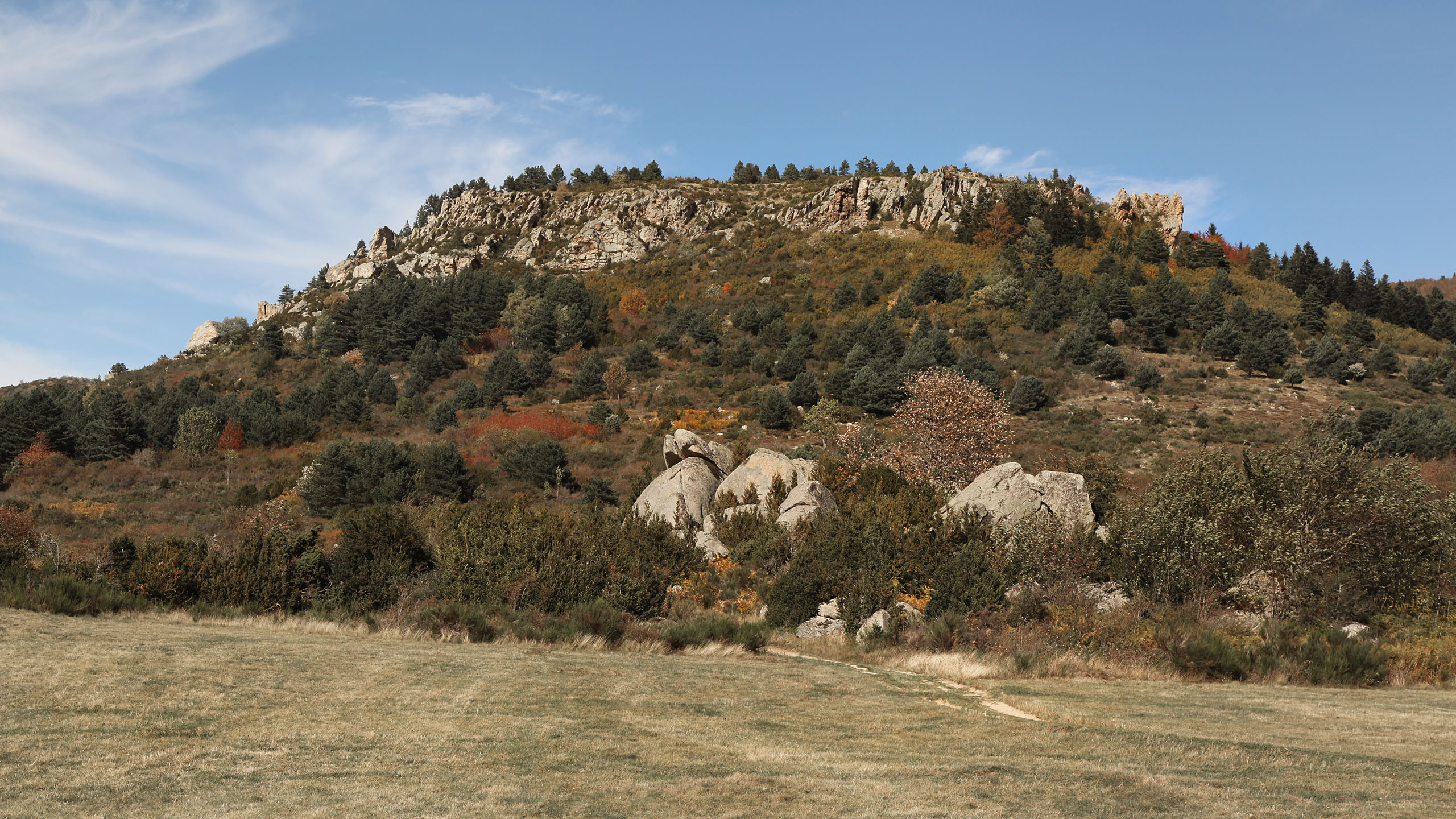
Le roc du Casteldos vu du col de Garabeil.

Plusieurs altitudes différentes ont été mentionnées pour le col : 1 267 m sur le panneau en 1962 puis 1 255 m sur l'actuel, tandis que les cartes de l'IGN indiquent 1 262 m.
Il se trouve au pied du roc du Casteldos, site de l’ancienne forteresse d'Eskolobris entièrement ruinée. La route départementale D 17 qui passe par ce col dessert à cet endroit une route forestière qui monte vers les pâturages de la Resclause et du Madrès qui sont limite avec le Capcir des Pyrénées-Orientales et du Coronat en haut-Conflent. La vue dégagée du côté d’Escouloubre permet d’admirer les premières montagnes du Donezan, en Ariège dont le chef-lieu est Quérigut, les villages d’Artigues, Le Pla et Carcanières, la montée du col de Pailhères à 2 001 m vers la haute vallée de l'Ariège par les villages de Rouze et Mijanes.
Du côté opposé, vers l’est, la vallée s’ouvre sur les communes du Bousquet et Roquefort-de-Sault et descend avec le cours de la rivière Aiguette vers Sainte-Colombe-sur-Guette qui rejoint le fleuve Aude au débouché des gorges de Saint-Georges.
En hiver, la neige peut bloquer le passage du col quelque temps, il reste délicat mais praticable après le passage des engins de déneigement.

## Histoire
Une croix de granit ancienne s'y trouve dont la partie supérieure fut retrouvée lors du percement de la route départementale D 17 au début du XXe siècle, la partie inférieure et la base fut exécutée par un granitier local. Placée quelque temps au village du Bousquet, elle fut replacée définitivement au passage du col. Les inscriptions dégradées par les intempéries sont peu lisibles.

## Cyclisme
Classé en 2e catégorie pour le Grand prix de la montagne, le Tour de France 1993 l'a emprunté lors de la 15e étape entre Perpignan et Andorre - Pal. Le Vénézuélien Leonardo Sierra le franchit en tête.